# Soslan Andijev
Soslan Petrovič Andijev (rusky Сослан Петрович Андиев; 21. dubna 1952 Vladikavkaz, Sovětský svaz – 22. listopadu 2018 Moskva) byl sovětský zápasník, volnostylař.
V roce 1976 na olympijských hrách v Montrealu v kategorii nad 100 kg a v roce 1980 na hrách v Moskvě ve stejné kategorii vybojoval zlatou medaili. V letech 1973, 1975, 1977 a 1978 vybojoval titul mistra světa. V letech 1974, 1975 a 1982 vybojoval titul mistra Evropy.